# 阪泉之战
阪泉之战是中國上古時期傳說中的一場战争，由黃帝與炎帝對戰，最終由黃帝擊敗炎帝。此傳說見於《史記·五帝本紀》。

## 介绍
《史记》相关记载如下：
以与炎帝战於阪泉之野。
- 【集解】服虔曰：“阪泉，地名。”皇甫谧曰：“在上谷。”
- 【正义】阪音白板反。《括地志》云：“阪泉，今名黄帝泉，在妫州怀戎县东五十六里。出五里至涿鹿东北，与涿水合。又有涿鹿故城，在妫州东南五十里，本黄帝所都也。晋太康地里志云‘涿鹿城东一里有阪泉，上有黄帝祠’。”案：阪泉之野则平野之地也。

三战，然後得其志。
- 【正义】谓黄帝克炎帝之后。

黄帝修整军队，经过充分的准备后在阪泉和炎帝进行决战。经过三次激烈的战斗，最终黄帝战胜了炎帝，组成炎黄部落。
蚩尤作乱，不用帝命。
- 【正义】 言蚩尤不聽黄帝之命也。

於是黄帝乃徵师诸侯，与蚩尤战於涿鹿之野，
- 【集解】服虔曰：“涿鹿，山名，在涿郡。”张晏曰：“涿鹿在上谷。”
- 【索隐】或作“浊鹿”，古今字异耳。案：地理志上谷有涿鹿县，然则服虔云“在涿郡”者，误也。

遂禽杀蚩尤。
- 【集解】皇览曰：“蚩尤冢在东平郡寿张县阚乡城中，高七丈，民常十月祀之。有赤气出，如匹绛帛，民名为蚩尤旗。肩髀冢在山阳郡钜野县重聚，大小与阚冢等。传言黄帝与蚩尤战于涿鹿之野，黄帝杀之，身体异处，故别葬之。”
- 【索隐】案：皇甫谧云“黄帝使应龙杀蚩尤于凶黎之谷”。或曰，黄帝斩蚩尤于中冀，因名其地曰“绝辔之野。”注“皇览”，书名也。记先代冢墓之处，宜皇王之省览，故日皇览。是魏人王象、缪袭等所撰也。

而诸侯咸尊轩辕为天子，代神农氏，是为黄帝。天下有不顺者，黄帝从而征之，平者去之，
- 【正义】平服者即去之。

諸侯都奉黃帝為主，不順從者黃帝都派兵攻伐，平定一个地方之后就离去。
披山通道，未尝宁居。
- 【集解】徐广曰：“披，他本亦作‘陂’。字盖当音诐，陂者旁其边之谓也。披语诚合今世，然古今不必同也。”
- 【索隐】披音如字，谓披山林草木而行以通道也。徐广音诐，恐稍纡也。

平定天下之路上劈山开道，从来没有在哪里安定的居住过。
黄帝，名轩辕。黄帝时期，神农氏统治着各部落，但神农氏日渐衰微，于是各部落之间争战不断。以轩辕为首领的部落，在战争中逐渐强大起来。很多小的部落都归附了轩辕。炎帝和蚩尤也是两个很强大的部落的首领。炎帝和蚩尤成为黄帝最大的两个对手。

## 战争地点分析
阪泉之战的地點，一种说法认为在河北省涿鹿县东南。也有说在今北京市延庆区。另一種説法認爲是阪泉在今山西运城市盐湖区解州镇，理由有二：解州镇春秋晋国时称解梁，汉代置解县。据《解县志》记载：解梁古时曾称作涿鹿。第二，从如今的地图看，炎帝的都城是蒲阪，即今山西省运城市永济市蒲州镇，“黄帝居于轩辕之丘”，是在今日郑州市轩辕丘，而运城正好处于两者之间，离永济相当近。